# Pivdenne (konstrukční kancelář)
Pivdenne (ukrajinsky Державне конструкторське бюро „Південне“ ім. М. К. Янгеля, romanizováno: Deržavne konstruktorske biuro „Pivdenne“ im. M. K. Ianhelia, česky česky: „Státní konstrukční kancelář „Jižní“, pojmenovaná po M. K. Jangelovi“; ), je konstrukční kancelář družic a raket, sídlící v ukrajinském Dnipru.
Kancelář byla původně založena pod názvem OKB-586 konstruktérem Michailem Jangelem v roce 1954. V sovětských dobách měla na starost vývoj sovětských mezikontinentálních balistických raket (ICBM).
Společnost úzce spolupracuje se strojírenskou společností Pivdenmaš, která se rovněž nachází v Dnipru. Pivdenmaš je hlavním výrobcem modelů vyvinutých konstrukční kanceláří Južnoje.

## Ředitelé
- 1954–1971 Michail Jangel
- 1971–1991 Vladimir Utkin
- 1991–2010 Stanislav Konjukov
- 2010–současnost Oleksandr Dehtiariov

## Produkty

### Aktuální

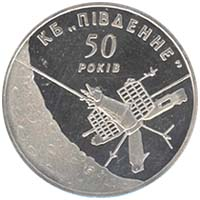
Jubilejní mince "50 let Státní projekční kanceláře Pivdenne"

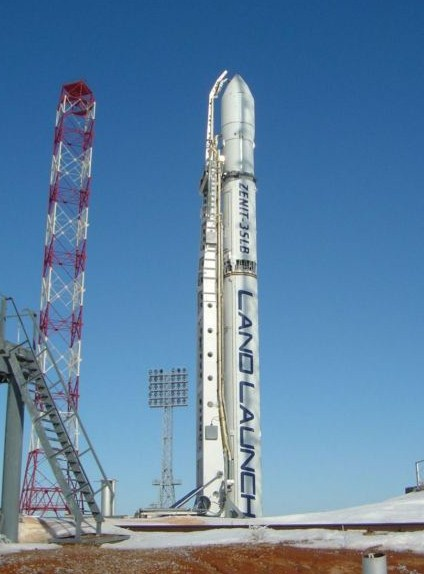
Zenit-3SLБ

#### Balistické rakety
- Hrim-2

#### Kosmické nosné rakety
- Rodina nosných raket Zenit
  - Zenit-2
  - Zenit-2M
  - Zenit-3F
  - Zenit-3SL
  - Zenit-3SLB
- Jádro prvního stupně rakety Antares ve spolupráci s Orbital Sciences Corporation
- Nosná raketa Dněpr
- Mezikontinentální raketa R-36

#### Raketové motory
- Hlavní motory
  - RD-843
  - RD-853
  - RD-859
  - RD-860
  - RD-861K
  - RD-866
  - RD-868
- Řídicí motory
  - RD-8
  - RD-855
  - RD-856
- Thrustery
  - Tsyklon-3 thruster (30 N (6,7 lbf))
  - Tsyklon-3 thruster (100 N (22 lbf))
  - Okean-O thruster (30 N (6,7 lbf))
  - Tsyklon-4 thruster (30 N (6,7 lbf))

### Plánované

#### Orbitální nosné rakety
- Rodina nosných raket Cyklon
  - Cyklon-4M – první start je plánován na rok 2023
- Rodina nosných raket Mayak

#### Raketové motory
- Hlavní motory
  - RD-801
  - RD-809
  - RD-809K
  - RD-810
  - DU-802

#### Satelity
- Sich-2-1
- Sich-2-M
- Sich-3-O
- Sich-3-P
- YuzhSat
- YuzhSat-1
- Mikrosat
- Ionosat

### Vyřazené

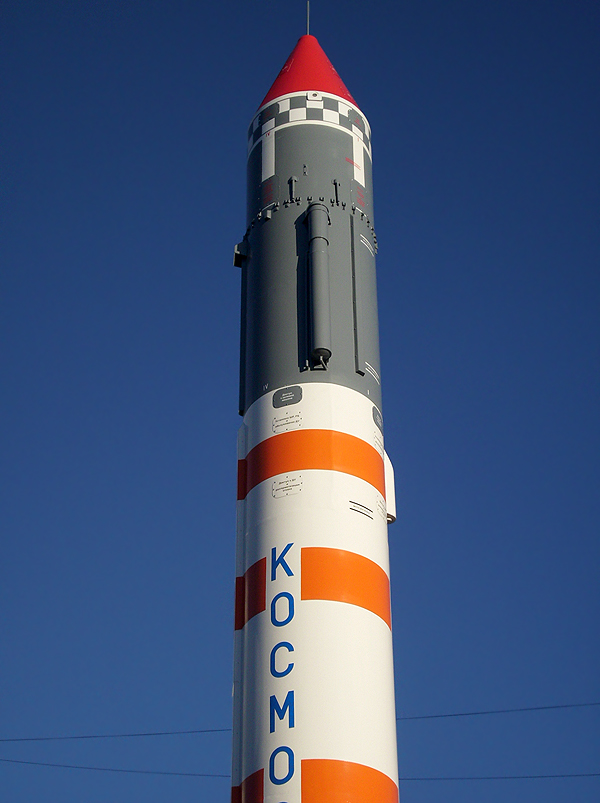
Kosmos

- Rodina raket Cyklon
  - Cyklon 2
  - Cyklon-3
- Kosmos-2I
- Kosmos-3M
- R-12 Dvina
- R-14 Čusovaja
- R-16
- R-26
- R-36
- RT-20
- MR-UR-100 Sotka
- RT-23 Moloděc